# Пробка

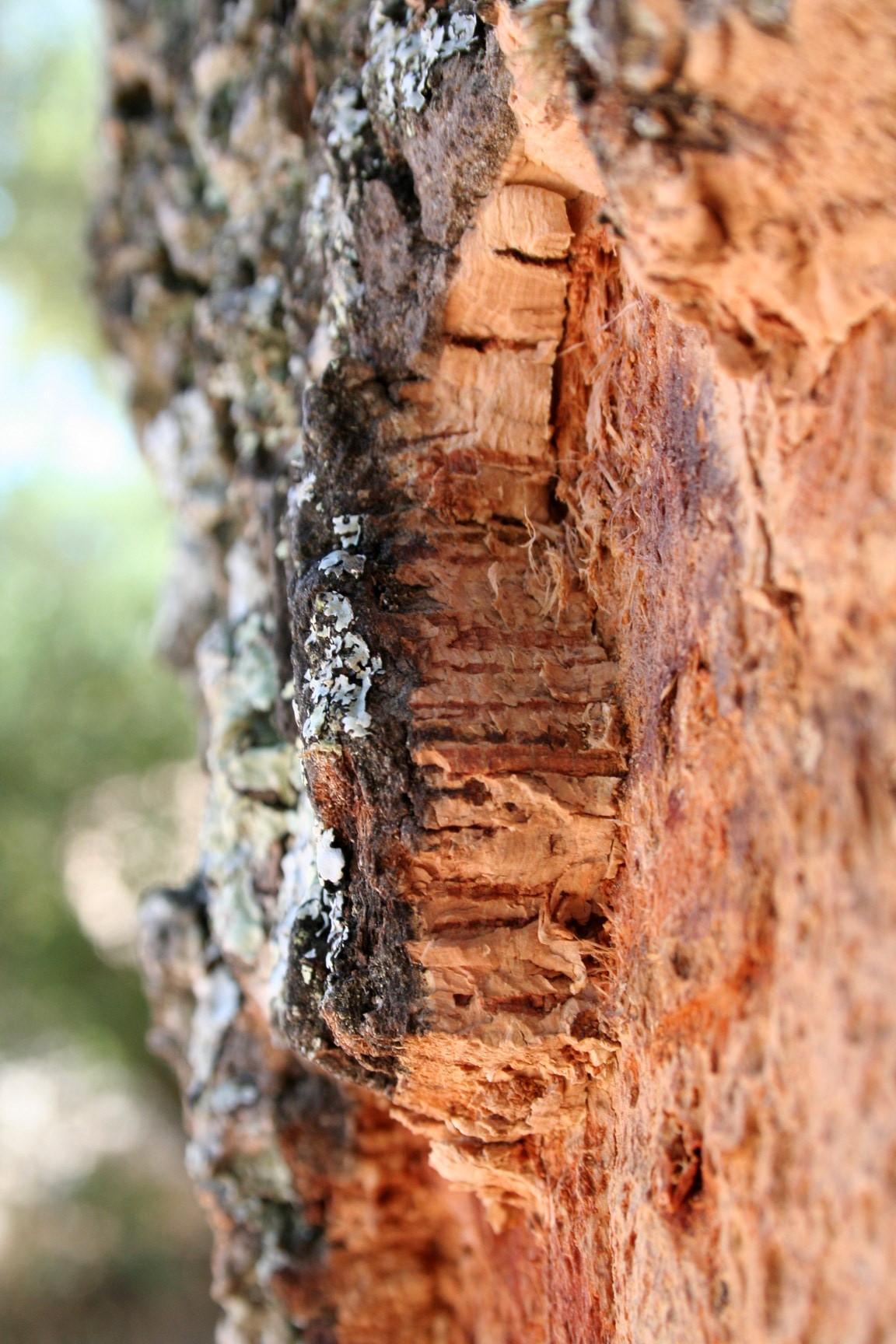
Пробковый дуб в Португалии

Про́бка, или фелле́ма (лат. phellema) — вторичная покровная ткань осевых органов растения, составляющая перидермы. Феллема образуется в результате периклинальных (параллельных поверхности) делений клеток феллогена, причём клетки феллемы откладываются феллогеном наружу.
Пробка — одно из самых лёгких природных твёрдых тел (плотность около 0.2 г/см³, уступает древесине бальсового дерева) и немногое из употребительных твёрдых тел, объём которого значительно уменьшается под влиянием внешнего давления, частично восстанавливающийся после снятия нагрузки. Эти свойства, а также низкая тепло- и звукопроводность, как и непроницаемость для многих жидкостей — обусловливают все главнейшие применения этого материала.
В качестве промышленного материала используется пробка, получаемая из коры дуба пробкового (Quercus suber L.). Большинство суррогатов пробок, получаемых от других растений, не обладают всеми ценными свойствами натурального материала. Пробкой из коры дуба первым стал укупоривать бутылки монах-бенедиктинец Дом Пьер Периньон.
У некоторых растений (например, сосна, тюльпановое дерево, бересклет) пробка состоит из тонкостенных опробковевших клеток и феллоидов — слоёв клеток с одревесневшими, но не опробковевшими стенками. У древесных растений пробка развивается на стволах, ветвях, корнях и почечных чешуйках, иногда на плодах (мушмула, груша). У травянистых двудольных растений пробка образуется на корнях и гипокотиле, иногда на корневищах и клубнях. Наиболее толстая, ежегодно нарастающая, на стволах пробкового дуба.
Под именем пробкового дерева известна древесина некоторых видов деревьев, весьма сходная по своим физическим свойствам с пробкой; таковы, например: гибискус липовидный (Hibiscus tiliaceus), Bombax conyz, Ochroma lagoppus, Pterocarpus suberosus и Aedemone mirabilis.

## Ткань

Строение бетулина

Как упоминалось выше, клетки феллемы откладываются феллогеном наружу в ходе периклинальных делений его клеток. Только что образовавшиеся клетки пробки почти не отличаются от клеток феллогена, но по мере образования новых клеток более старые оттесняются к периферии и приступают к дифференцировке. На первичную оболочку накладывается суберин, иногда его слои чередуются со слоями воска. На слой суберина со стороны клетки откладывается целлюлозная вторичная оболочка. После окончательного опробковения протопласты клеток пробки отмирают, их клеточные стенки лишены пор. Оставшиеся полости заполняются либо воздухом, либо бурыми или коричневыми смолистыми или дубильными веществами. Клетки пробки берёзы (бересты) заполняются белым порошкообразным бетулином.
У большинства растений пробка имеет однородное строение, но есть и исключения. У берёзы, например, в ней чередуются слои уплощённых и широкопросветных клеток. У некоторых хвойных (ель, сосна, лиственница), а также представителей семейств жимолостных и маслиновых пробка состоит из трёх типов клеток: обычных клеток, клеток с тонкими извилистыми стенками (губчатая феллема) и клеток-феллоидов, оболочки которых не опробковевают, а одревесневают (каменистая феллема).
Пробка обладает газо- и водонепроницаемостью, а также плохой теплопроводностью (из-за содержащегося в ней воздуха), что очень важно для растений с сезонно изменяющимся климатом.

## Материал

### Применение

#### Основное применение

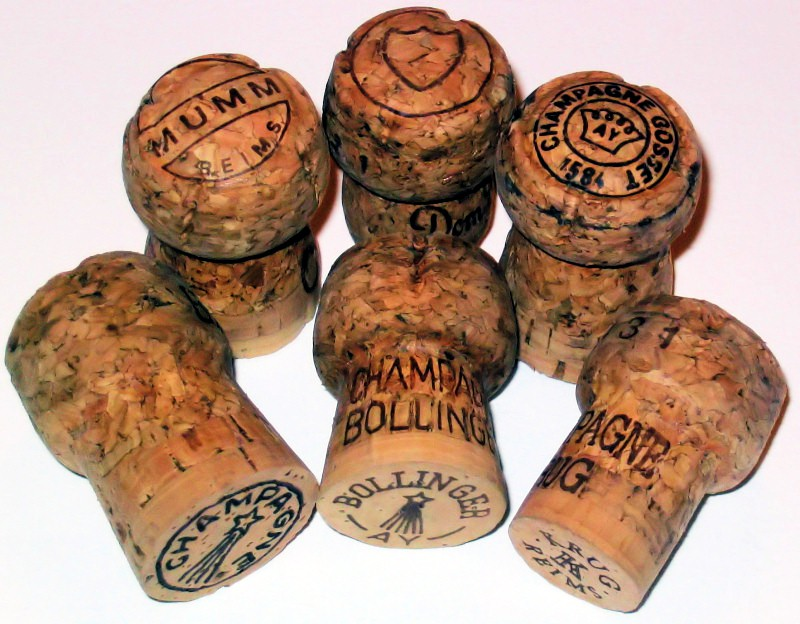
Пробки из-под шампанского

Кодовый символ, указывающий, что пробка может быть вторично переработана

Главное применение пробок — закупоривание бутылок. Благодаря хорошей сжимаемости, пробку можно силой просунуть в горлышко, где вследствие своей упругости она плотно прижимается к стенкам. Такими свойствами обладает в высокой степени лишь влажная и особенно разогретая паром пробка. Высыхая, пробка значительно ссыхается, как дерево, и становится жёсткой. Поэтому при закупоривании вин, пива и т. д. пробку предварительно разваривают. Укупоривание происходит при помощи специального сжимающего механизма и заталкивающего штока.
При хранении бутылки кладут набок, чтобы контакт с жидкостью не давал пробке высохнуть. Если же надо особенно плотно закупорить склянку с сухим или поглощающим влагу веществом, то, вдавив разваренную пробку, ей надо дать высохнуть и тогда только залить сургучом, подогревая стекло до температуры плавления сургуча. Чтобы предохранить пробку от действия едких жидкостей, её проваривают в парафине. При остывании такая пробка твердеет, и её следует размять в особом прессе или просто колотушкой, чтобы возвратить некоторую степень упругости. Разминание производит такое же действие и на обыкновенную, затвердевшую от высыхания пробку.

#### Другие применения

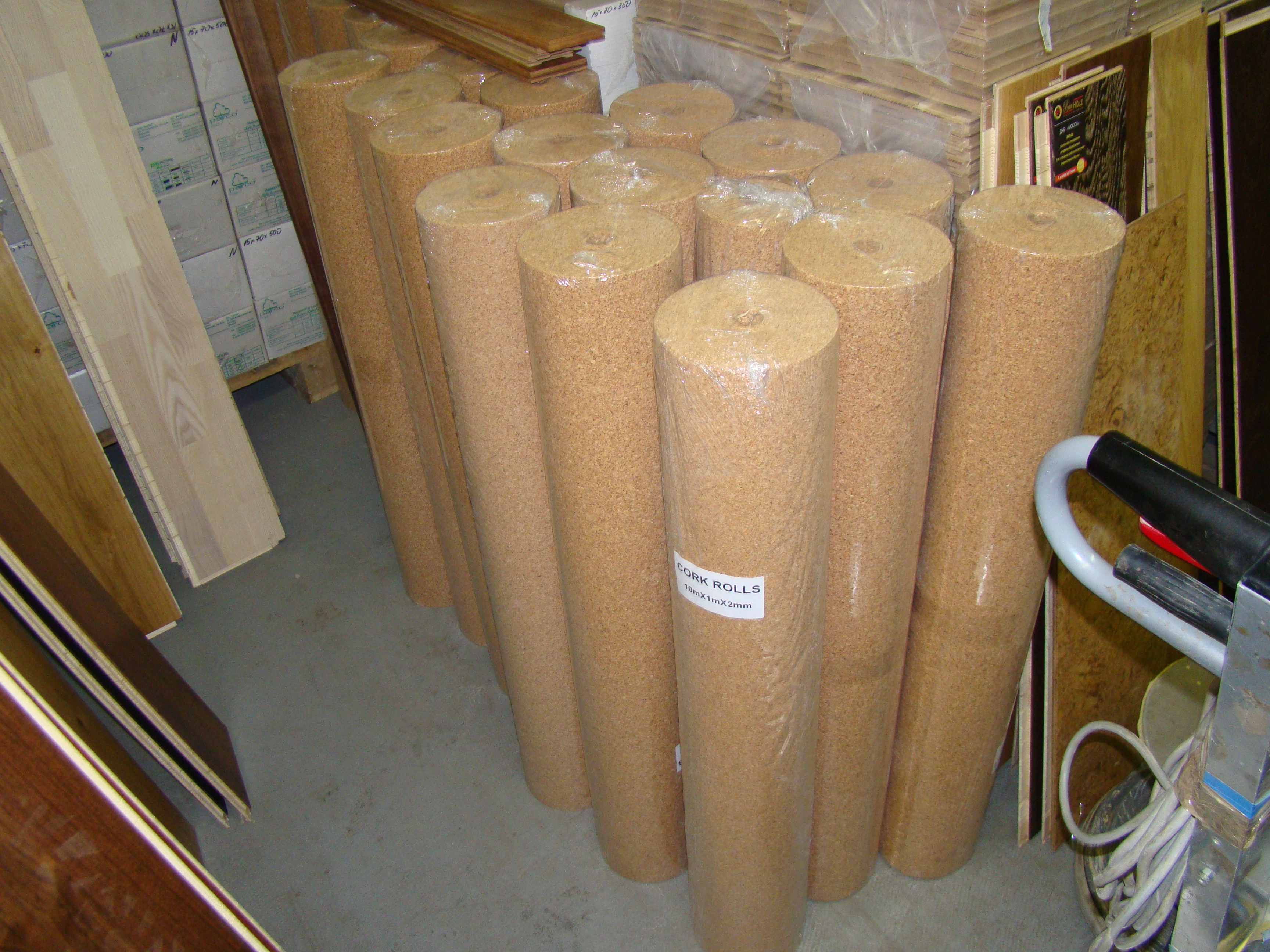
Пробковая подложка под паркетную доску для укладки «плавающим методом»

Из пробок изготовляется множество поделок: спасательные пояса и круги, поплавки для рыболовных снарядов, стельки, не пропускающие сырость, для обуви (это самое древнее употребление сырья, которое даже носит в некоторых местностях название «туфельного дерева»), защитные головные уборы (пробковый шлем), лёгкие ручки для перьев и т. п. При обработке материала остается до 60 % обрезков, также имеющих обширное применение.
В грубо измельчённом виде пробка идёт благодаря своей упругости на укладку винограда и разных хрупких предметов, а вследствие своей низкой теплопроводности — для изолирования паро- и водопроводных труб. В смеси с известковым цементом из сырья делают посредством прессования лёгкие, плохо пропускающие тепло кирпичи и плитки. В недавнее время из пробковых кусочков начали изготовлять посредством прессования с цементом секретного состава плотные и однородные плитки и листы, заменяющие натуральную пробковую кору. Мелко молотая пробка в смеси с сильно уваренным льняным маслом даёт «линолеум» и подобные ему составы. Наконец, обугленная пробка составляет чёрную краску, так называемую «чёрную растительную». Пробка служит также для оригинального любительского художества: из неё вырезают с помощью ножичков и рашпилей барельефы, представляющие обыкновенно первый и второй план ландшафта с постройками и растительностью, причём задний план рисуют.
Материал на основе пробки используется для покрытия поверхности досок объявлений.

### Получение

#### Выращивание

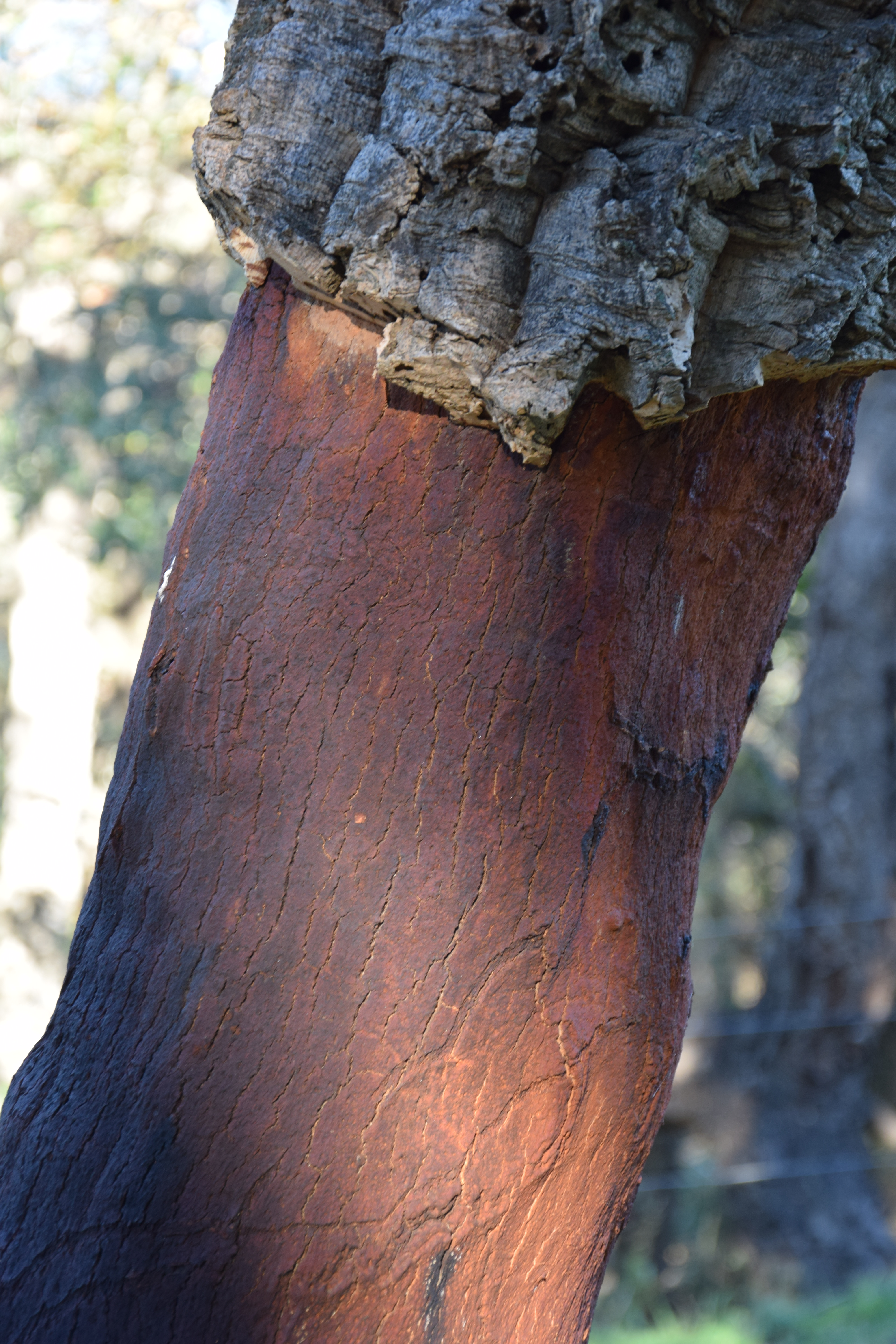
Ствол пробкового дуба со снятой корой

Молодые деревья обрастают неправильно растрескавшейся пробковой корой, которую впервые снимают примерно на 25 году жизни дерева. Для этого особым топором кору надрубают кругом и вдоль, а затем сдирают с помощью клинообразно заострённого конца топорища. Работу производят в июле и августе, избегая дней, когда дует сухой, знойный ветер, повреждающий обнажённую заболонь, которую необходимо сохранить. Первый сбор сырья практически не используется, так как оно распадается на небольшие куски (так называемая «мужская» пробка). Следующие слои, нарастающие через 6—9 лет после съёма, гораздо равномернее (так называемая «женская» пробка).
Во Франции в XIX веке свежеснятую кору варили в воде, скобили и, нагрузив камнями, чтобы распрямить, оставляли сохнуть на воздухе. В Испании её палили над огнём, после чего соскабливали обуглившийся наружный слой. Благодаря разнице технологии французская пробка была белее. Главными центрами торговли и обработки сырья в Российской империи служила Рига.
В настоящее время лидером по производству пробок является Португалия.

#### Ручное приготовление
Для приготовления пробки ручным способом пробковую кору разваривают паром и сначала нарезают на полосы квадратного сечения. Нож для этого имеет вид прямой, довольно длинной и широкой, тонкой стальной пластинки, иногда снабжённой приклёпанной спинкой, чтобы предотвратить сгибание. Работник очень часто точит его на бруске из мелкозернистого песчаника: только очень острое лезвие режет П. гладко, но лезвие несколько шероховатое не так скоро тупится о пробку, как совершенно гладкое, наточенное на оселке как бритва. Бутылочную и рецептурную пробку вырезают так, чтобы её диаметр был направлен по толщине коры: тогда её сквозные поры не мешают плотному закупориванию; только очень широкая пробка (т. н. шпунты) по необходимости вырезается иначе.
Разрезав полосы по длине соответственно размерам заготовок, работник округляет углы своим ножом, плавно поворачивая обрезаемый кусок одной рукой, в то время как нож протягивается с лёгким нажимом вдоль всего своего лезвия. При этом последнюю стружку необходимо снять непрерывно, чтобы получить гладкую поверхность. При ручной работе пробка получается не вполне округлая, но зато их одинаково легко делать цилиндрическими, для машинной укупорки, или коническими, для ручной. К тому же работник может выбирать цельные места и получать меньше брака. Чтобы смыть чёрные следы от ножа, готовый товар обмывают в растворе щавелевой кислоты или хлористого олова и иногда также отбеливают сернистой кислотой. Для ускорения работы придумано много разнообразных машин.
Цилиндрическую пробку вырезают острым краем стальной трубки, быстро вращающейся вокруг своей оси на станке, подобном токарному. Нарезанные полосы работник подставляет от руки и нажимает особым рычагом. Для нарезания полос служит стальной кружок с гладким, острым краем, вращающийся наподобие круговой пилы, или машина, где нож двигается на особых салазках, а кусок материала пододвигается от руки до переставляемого упора. Длинное лезвие ножа установлено наклонно к направлению салазок, чтобы облегчить разрез. Для конических пробок квадратного сечения куски закрепляются, как на токарном станке, между патроном с остриями и «центром» подвижной бабки. Когда работник двигает нож, устроенный наподобие ножа предыдущей машины, пробка поворачивается вокруг своей оси и нож обрезает её по конической поверхности.

### Химические свойства
Пробка представляет один из видов наиболее сильно инкрустированных тканей и является по своему составу весьма сложной смесью или соединением целлюлозы, древесины (лигнина), воскообразных, дубильных и смолистых веществ, жиров и т. п. Кроме того, она содержит ещё минеральные вещества (золу) и значительную подмесь азотистых соединений. Составные части пробкового вещества, образующего главную массу пробки, так же как и близкий к нему по элементарному составу, свойствам и физиологическому значению кутин, входящий в состав кутикулы, надо рассматривать как продукты метаморфозы целлюлозы. Они богаче её углеродом и довольно стойки по отношению к различным реагентам. Пробковое вещество при окислении азотной кислотой даёт большое количество (до 40 %) жирных кислот и между ними главным образом пробковую, или субериновую, кислоту. По Дёппингу (1843) и Митчерлиху (1850), пробковая ткань имеет, за вычетом золы, следующий элементарный % состав:
|          | I    | II   | III  |
| -------- | ---- | ---- | ---- |
| Углерод  | 67,8 | 65,7 | 62,3 |
| Водород  | 8,7  | 8,3  | 7,1  |
| Кислород | 21,2 | 24,5 | 27,6 |
| Азот     | 2,3  | 1,5  | 3,0  |

Эти данные относятся: I — к пробке, очищенной с помощью обработки эфиром, спиртом (Зиверт нашёл в П. 10 % веществ, растворимых в спирте и состоящих из кристаллического воска с составом C17H28Oи температурой плавления 100° (1,7 %), твёрдых кислот жирного характера (4,75 %) и дубильных веществ, растворимых также и в воде (3,50 %)) и водой, II — к пробке (Quercus suber), не подвергавшейся никакой очистке, и III — к пробковой ткани картофельной кожуры, очищенной с помощью обработки спиртом. Элементарный состав кутина, по Фреми, таков: C = 68,3 %; H = 8,9 %; O = 22,8 % (ср. также Волокна растений). По Гёнелю и Куглеру (1884), П. рядом с клетчаткой и лигнином содержит церин и суберин. Церин имеет состав C20H32O; суберин представляет до некоторой степени жироподобное вещество, так как даёт при омылении стеариновую и феллоновую (C22H42O3) кислоты; он вполне извлекается только спиртовым едким кали и препятствует проникновению жидкостей внутрь пробковой ткани. Жироподобная природа некоторых составных частей пробкового вещества подтверждается также и наблюдениями Флюкигера. При нагревании пробки под давлением с щелочным раствором сернисто-натриевой соли нецеллюлоза пробки растворяется, и в остатке получается 9—12 % целлюлозы, сохраняющей первоначальную структуру ткани (Cross and Bevan). Метильное число (процентное содержание метила CH3, находящегося в виде метоксильной группы O—CH3, определённое по способу Цейзеля) для пробки обыкновенного пробкового дуба найдено равным 2,44, то есть приблизительно, как для дерева (Benedikt und Bamberger). Количество фурфурола, получаемого при перегонке с разбавленной соляной кислотой, равно для П. 4,5 %, а для очищенной яблочной кожицы — 3,5 % (Cross and Bevan).